# Scyntygrafia wentylacyjna
Scyntygrafia wentylacyjna (ang. ventilation scintigraphy) – badanie scyntygraficzne polegające na ocenie wentylacji płuc po podaniu gazu radioaktywnego. Najczęściej do badania wykorzystuje się ksenon-133 podawany drogą wziewną albo krypton-81m, podawany dożylnie (ocena wentylacji i perfuzji w jednym badaniu). Wysoka cena i trudna dostępność tych gazów sprawia, że często są one zastępowane aerozolami na bazie albumin jak HMPAO znakowanym technetem 99mTc. Skojarzone badanie wentylacyjne i perfuzyjne zwiększa swoistość badania. 
Scyntygrafia perfuzyjno-wentylacyjna jest czułym, ale mało swoistym badaniem w rozpoznawaniu ostrej zatorowości płucnej. 